# Électronographie
L'électronographie est une technique qui permet de capter une image en utilisant une caméra électronique pour l'enregistrer sur une plaque photographique.
Cette technique peut également être utilisée pour mesurer des astres émettant des rayonnements ultraviolets tels que les naines blanches ou les quasars, dont les signaux sont plus faibles que ceux qui peuvent être détectés avec les grands télescopes.